# Eurytoma antica
Eurytoma antica is een vliesvleugelig insect uit de familie Eurytomidae. De wetenschappelijke naam is voor het eerst geldig gepubliceerd in 1874 door Walker.